# Fichtelberg (szczyt)
Fichtelberg – szczyt w niemieckiej części Rudaw (niem. Erzgebirge) o wysokości 1214 m n.p.m., najwyższy punkt Rudaw po stronie niemieckiej (Klínovec po stronie czeskiej). Z Oberwiesenthal wiodą na szczyt dwie koleje linowe: krzesełkowa i kabinowa.
Na górze znajduje się stacja meteorologiczna i hotel Fichtelberghaus, w którym jest restauracja oraz wieża obserwacyjna o wysokości 31 metrów.
W latach 1949–1990 Fichtelberg był najwyższym szczytem Niemieckiej Republiki Demokratycznej.

## Galeria

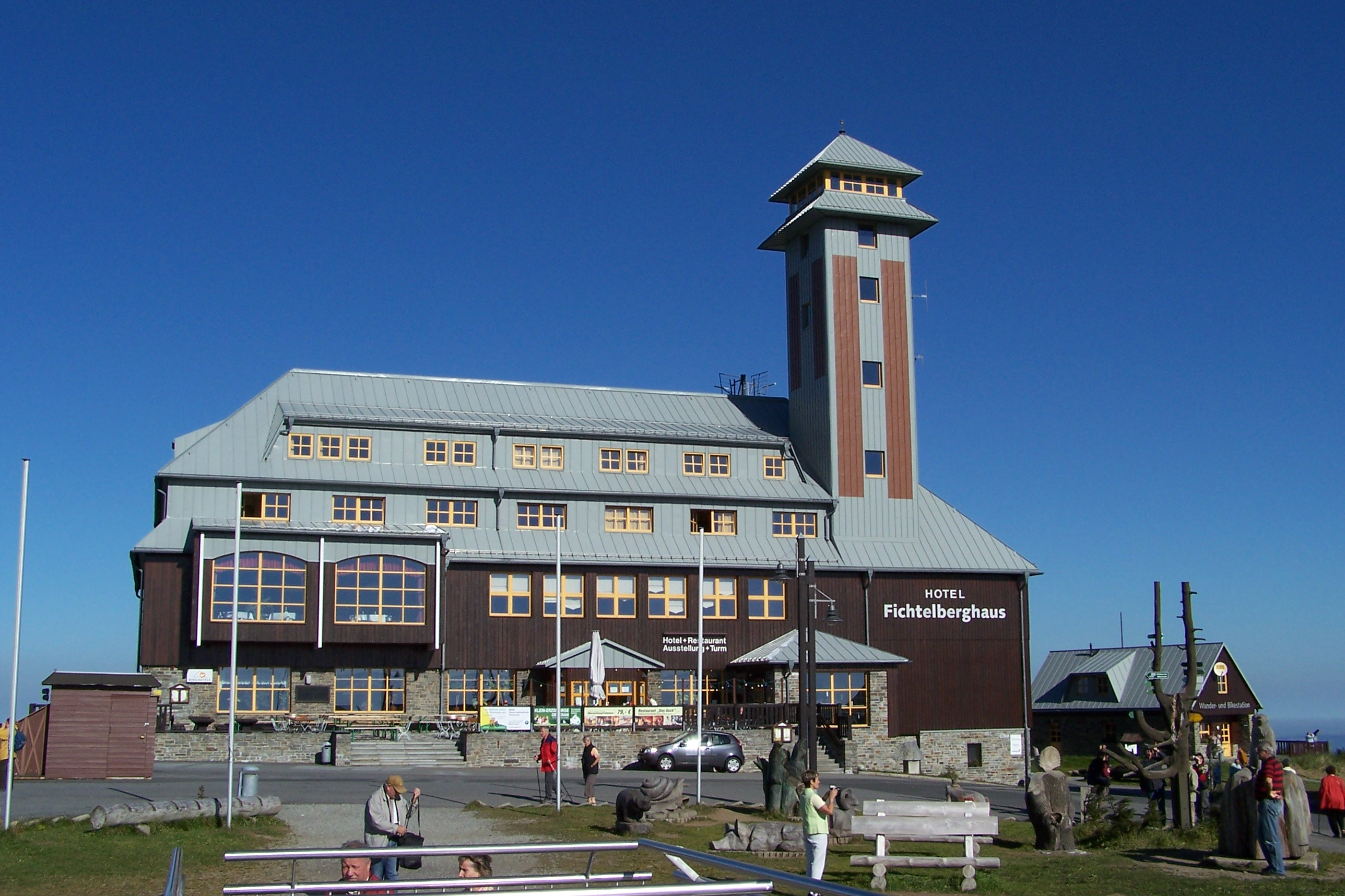
Hotel Fichtelberghaus
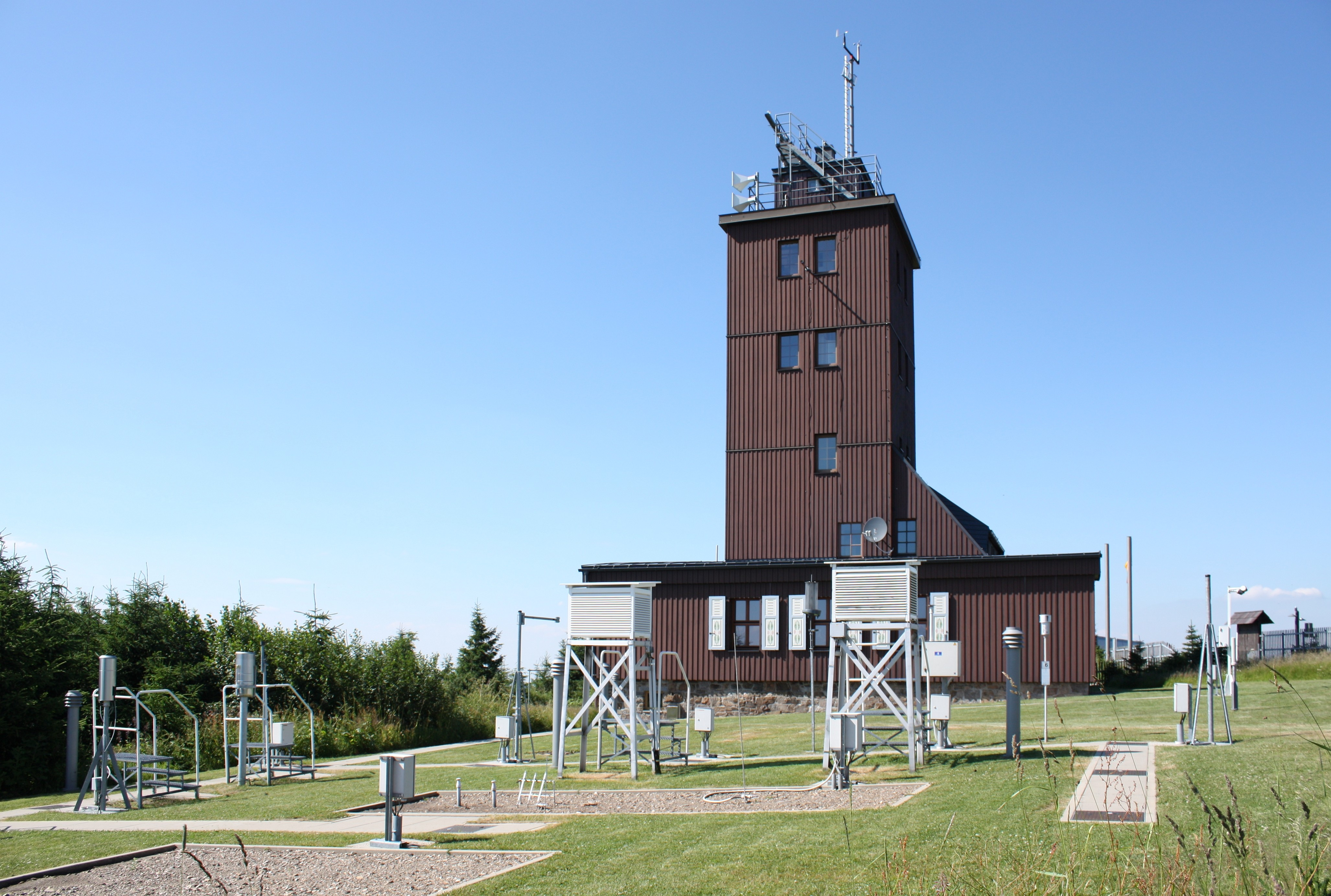
Stacja meteorologiczna
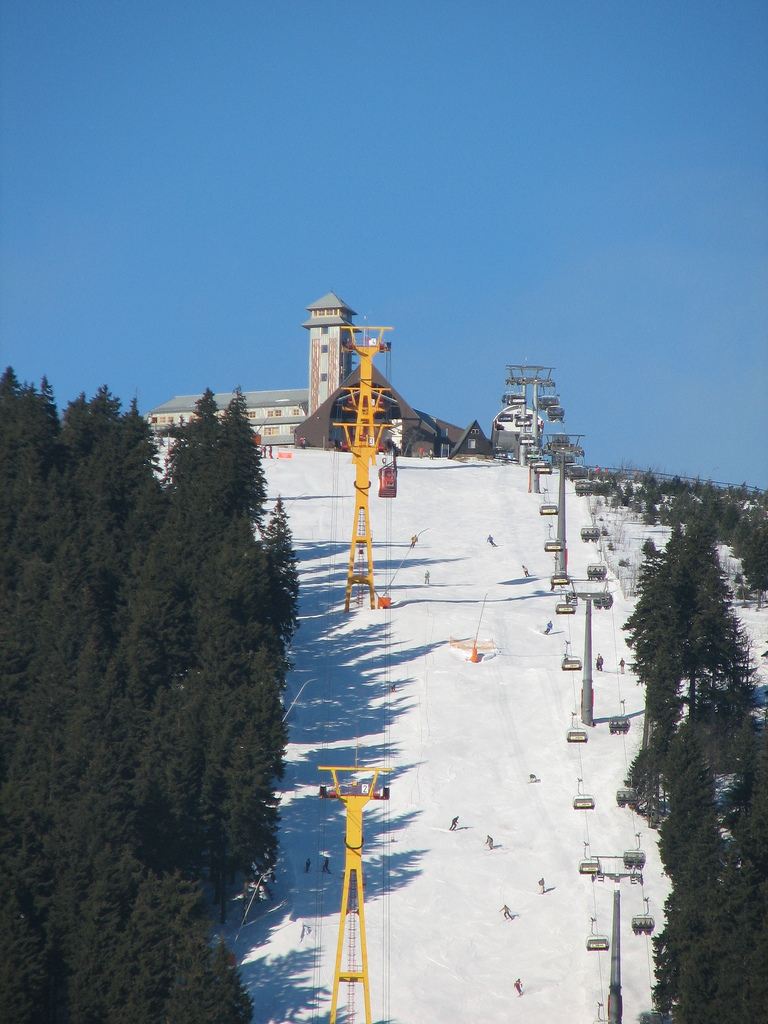
Widok na kolejki linowe
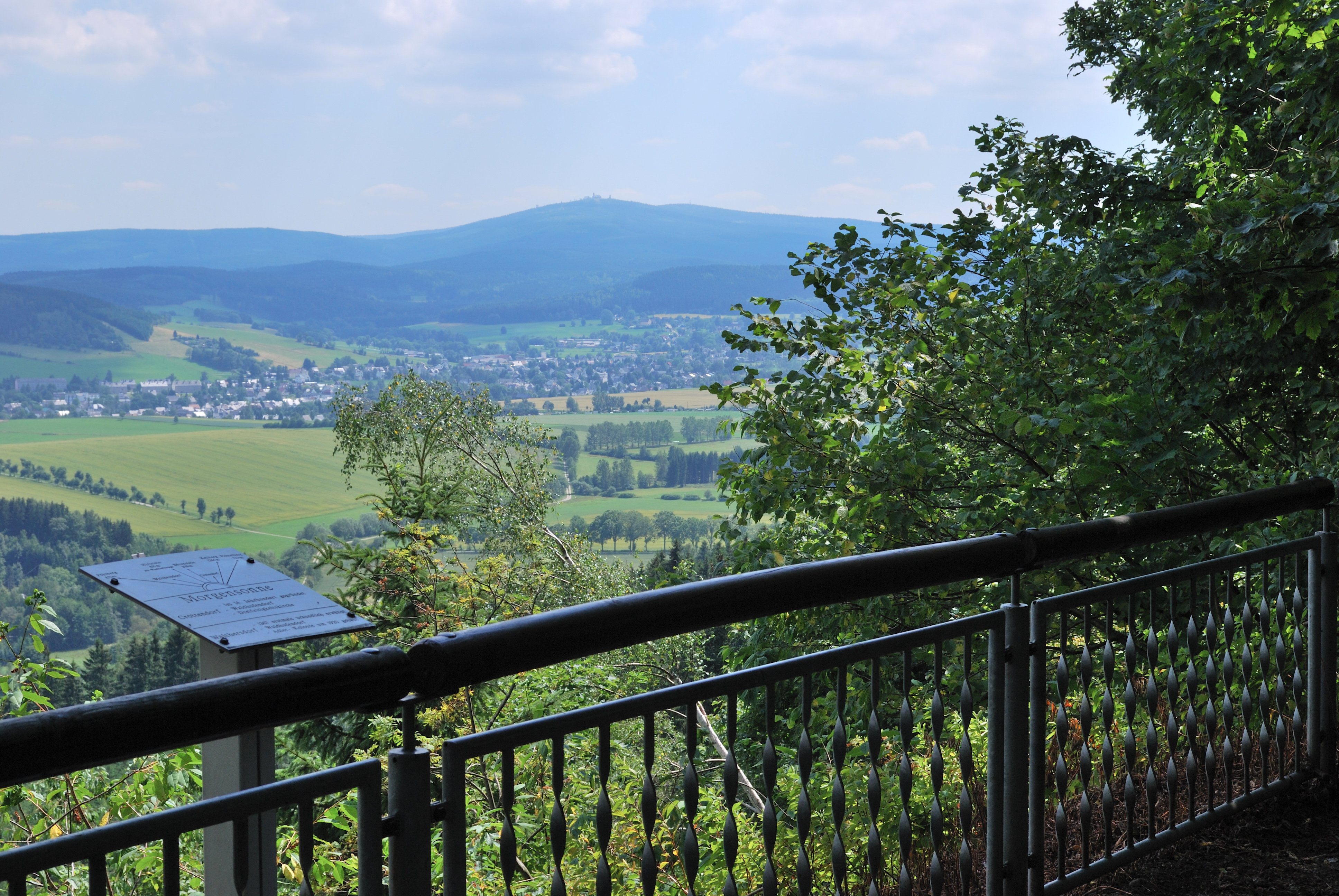
Widok na szczyt ze Scheibenberg
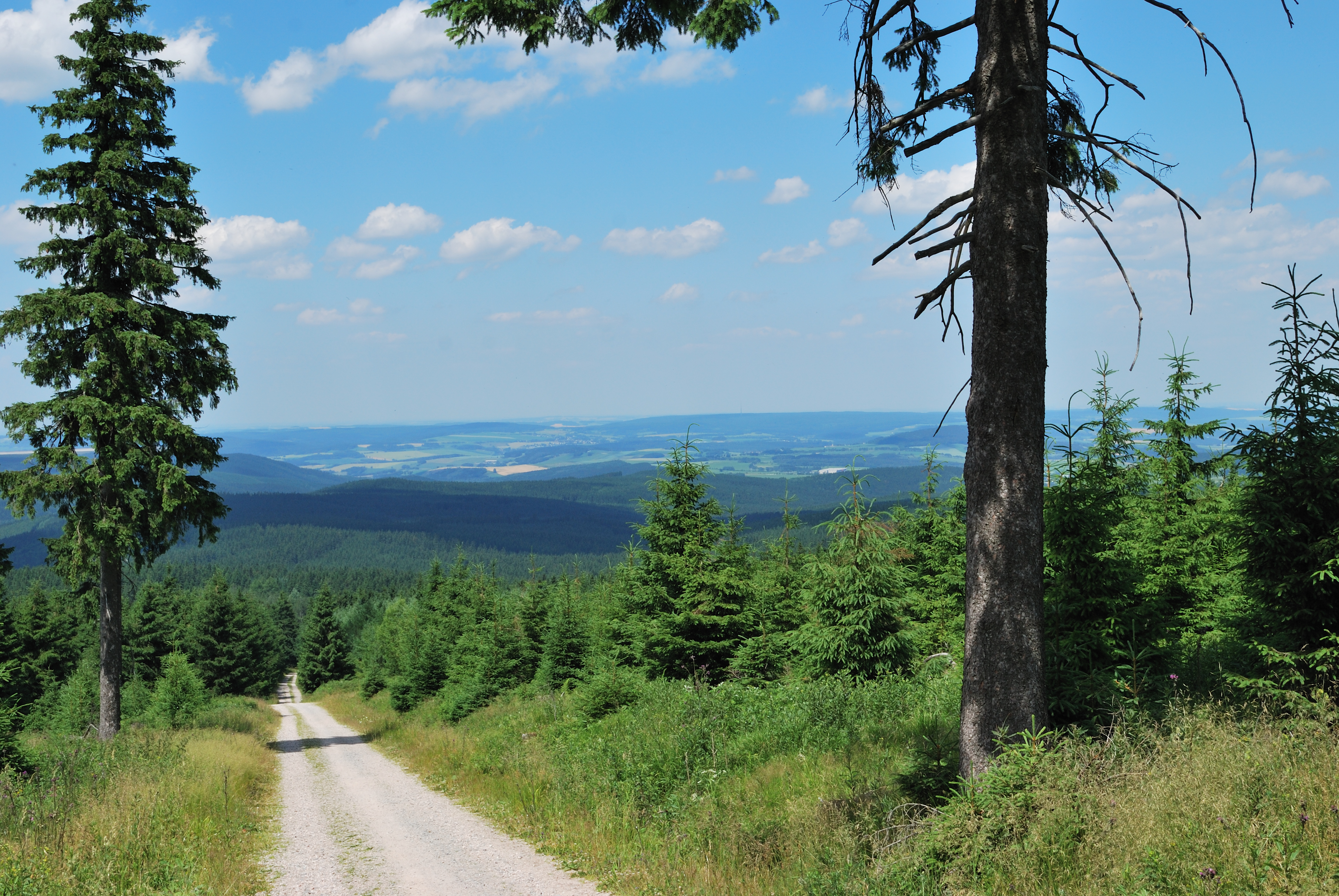
Droga na szczyt z Crottendorf